# Elvira Berend
Pour les articles homonymes, voir Berend.
Elvira Berend, née Elvira Sakhatova le 19 septembre 1965 à Alma-Ata, est une joueuse d'échecs soviétique puis kazakhe et luxembourgeoise depuis 1997. Grand maître international féminin depuis 1994, elle a remporté trois fois le championnat d'échecs de Luxembourg mixte (en 1998, 2015 et 2016).
Au 1er juin 2018, elle est la première joueuse luxembourgeoise et la numéro cinq (classement mixte) du Luxembourg avec un classement Elo de 2 300 points.

## Biographie
Elvira Sakhatova est née en 1965 dans la république soviétique du Kazakhstan. Elle est la sœur de Gulnara Sakhatova, maître international féminin née en 1963. Dans les années 1990, elle a épousé le maître international luxembourgeois Fred  Berend.

## Championnats du monde
Elvira Berend, sous son nom de naissance Sakhatova, a disputé le tournoi interzonal de Chișinău en 1995, marquant 7,5 points sur 13 possibles.
Elle a remporté le championnat du monde d'échecs senior féminin (plus de 50 ans) en 2017 à Acqui Terme (en Italie) et en 2018 à Bled (Slovénie) après avoir remporté la médaille d'argent en 2016.

## Compétitions par équipe
Elvira Berend a représenté les fédérations du Kazakhstan et du Luxembourg dans de nombreuses compétitions par équipes mixtes ou féminines.
Avec le Kazakhstan, elle a disputé trois olympiades féminines (en 1992, 1994 et 1996), ainsi que le championnat d'Asie par équipes féminines en 1995, remportant la médaille de bronze par équipe et la médaille d'argent individuelle au premier échiquier kazakhe avec une marque de 6 points sur 8 (quatre victoires et quatre parties nulles).
Avec des équipes luxembourgeoises, elle a disputé :
- le championnat d'Europe par équipes mixtes de 2005 (elle jouait au troisième échiquier) ;
- l'olympiade d'échecs de 2014 mixte (elle jouait au deuxième échiquier du Luxembourg) ;
- les olympiades féminines de 2004  et 2008, remportant la médaille de bronze au premier échiquier lors de l'olympiade d'échecs de 2008 ;
- quatre coupes d'Europe des clubs d'échecs mixtes (en 1997, 2000, 2001 et 2010).